# Област Ивами
Област Ивами (јап. 岩美郡) "Iwami-gun" је област у префектури Тотори, Јапан.
По попису из 2003. године, област је бројала 25.607 становника са густином насељености  од 102,13 становника по км². Укупна површина је 250,72 км².

## Вароши и села
- Ивами

## Спајања
- 1. новембра 2004. године, варош Кокуфу и село Фукубе спојена су у граду Тотори.

35° 32′ 02″ С; 134° 22′ 52″ И / 35.534° С; 134.381° И